# 1943年
1943年（1943 ねん）は、西暦（グレゴリオ暦）による、金曜日から始まる平年。昭和18年。

## 他の紀年法
- 干支：癸未（みずのと ひつじ）
- 日本（月日は一致）
  - 昭和18年
  - 皇紀2603年
- 中国（月日は一致）
  - 中華民国：中華民国32年
  - 満洲国：康徳10年
- 朝鮮
  - 檀紀4276年
  - 主体32年
- 阮朝（ベトナム）
  - 保大17年11月25日 - 保大18年12月5日
- 仏滅紀元：2485年 - 2486年
- イスラム暦：1361年12月23日 - 1363年1月4日
- ユダヤ暦：5703年4月24日 - 5704年4月4日
- 修正ユリウス日(MJD)：30725 - 31089
- リリウス日(LD)：131566 - 131930

※檀紀は、大韓民国で1948年に法的根拠を与えられたが、1962年からは公式な場では使用されていない。

※主体暦は、朝鮮民主主義人民共和国で1997年に制定された。

## カレンダー
| 1月 |    |    |    |    |    |    |
| 日  | 月 | 火 | 水 | 木 | 金 | 土 |
|     |    |    |    |    | 1  | 2  |
| 3   | 4  | 5  | 6  | 7  | 8  | 9  |
| 10  | 11 | 12 | 13 | 14 | 15 | 16 |
| 17  | 18 | 19 | 20 | 21 | 22 | 23 |
| 24  | 25 | 26 | 27 | 28 | 29 | 30 |
| 31  |    |    |    |    |    |    |
|     |    |    |    |    |    |    |

| 2月 |    |    |    |    |    |    |
| 日  | 月 | 火 | 水 | 木 | 金 | 土 |
|     | 1  | 2  | 3  | 4  | 5  | 6  |
| 7   | 8  | 9  | 10 | 11 | 12 | 13 |
| 14  | 15 | 16 | 17 | 18 | 19 | 20 |
| 21  | 22 | 23 | 24 | 25 | 26 | 27 |
| 28  |    |    |    |    |    |    |
|     |    |    |    |    |    |    |

| 3月 |    |    |    |    |    |    |
| 日  | 月 | 火 | 水 | 木 | 金 | 土 |
|     | 1  | 2  | 3  | 4  | 5  | 6  |
| 7   | 8  | 9  | 10 | 11 | 12 | 13 |
| 14  | 15 | 16 | 17 | 18 | 19 | 20 |
| 21  | 22 | 23 | 24 | 25 | 26 | 27 |
| 28  | 29 | 30 | 31 |    |    |    |
|     |    |    |    |    |    |    |

| 4月 |    |    |    |    |    |    |
| 日  | 月 | 火 | 水 | 木 | 金 | 土 |
|     |    |    |    | 1  | 2  | 3  |
| 4   | 5  | 6  | 7  | 8  | 9  | 10 |
| 11  | 12 | 13 | 14 | 15 | 16 | 17 |
| 18  | 19 | 20 | 21 | 22 | 23 | 24 |
| 25  | 26 | 27 | 28 | 29 | 30 |    |
|     |    |    |    |    |    |    |

| 5月 |    |    |    |    |    |    |
| 日  | 月 | 火 | 水 | 木 | 金 | 土 |
|     |    |    |    |    |    | 1  |
| 2   | 3  | 4  | 5  | 6  | 7  | 8  |
| 9   | 10 | 11 | 12 | 13 | 14 | 15 |
| 16  | 17 | 18 | 19 | 20 | 21 | 22 |
| 23  | 24 | 25 | 26 | 27 | 28 | 29 |
| 30  | 31 |    |    |    |    |    |
|     |    |    |    |    |    |    |

| 6月 |    |    |    |    |    |    |
| 日  | 月 | 火 | 水 | 木 | 金 | 土 |
|     |    | 1  | 2  | 3  | 4  | 5  |
| 6   | 7  | 8  | 9  | 10 | 11 | 12 |
| 13  | 14 | 15 | 16 | 17 | 18 | 19 |
| 20  | 21 | 22 | 23 | 24 | 25 | 26 |
| 27  | 28 | 29 | 30 |    |    |    |
|     |    |    |    |    |    |    |

| 7月 |    |    |    |    |    |    |
| 日  | 月 | 火 | 水 | 木 | 金 | 土 |
|     |    |    |    | 1  | 2  | 3  |
| 4   | 5  | 6  | 7  | 8  | 9  | 10 |
| 11  | 12 | 13 | 14 | 15 | 16 | 17 |
| 18  | 19 | 20 | 21 | 22 | 23 | 24 |
| 25  | 26 | 27 | 28 | 29 | 30 | 31 |
|     |    |    |    |    |    |    |

| 8月 |    |    |    |    |    |    |
| 日  | 月 | 火 | 水 | 木 | 金 | 土 |
| 1   | 2  | 3  | 4  | 5  | 6  | 7  |
| 8   | 9  | 10 | 11 | 12 | 13 | 14 |
| 15  | 16 | 17 | 18 | 19 | 20 | 21 |
| 22  | 23 | 24 | 25 | 26 | 27 | 28 |
| 29  | 30 | 31 |    |    |    |    |
|     |    |    |    |    |    |    |

| 9月 |    |    |    |    |    |    |
| 日  | 月 | 火 | 水 | 木 | 金 | 土 |
|     |    |    | 1  | 2  | 3  | 4  |
| 5   | 6  | 7  | 8  | 9  | 10 | 11 |
| 12  | 13 | 14 | 15 | 16 | 17 | 18 |
| 19  | 20 | 21 | 22 | 23 | 24 | 25 |
| 26  | 27 | 28 | 29 | 30 |    |    |
|     |    |    |    |    |    |    |

| 10月 |    |    |    |    |    |    |
| 日   | 月 | 火 | 水 | 木 | 金 | 土 |
|      |    |    |    |    | 1  | 2  |
| 3    | 4  | 5  | 6  | 7  | 8  | 9  |
| 10   | 11 | 12 | 13 | 14 | 15 | 16 |
| 17   | 18 | 19 | 20 | 21 | 22 | 23 |
| 24   | 25 | 26 | 27 | 28 | 29 | 30 |
| 31   |    |    |    |    |    |    |
|      |    |    |    |    |    |    |

| 11月 |    |    |    |    |    |    |
| 日   | 月 | 火 | 水 | 木 | 金 | 土 |
|      | 1  | 2  | 3  | 4  | 5  | 6  |
| 7    | 8  | 9  | 10 | 11 | 12 | 13 |
| 14   | 15 | 16 | 17 | 18 | 19 | 20 |
| 21   | 22 | 23 | 24 | 25 | 26 | 27 |
| 28   | 29 | 30 |    |    |    |    |
|      |    |    |    |    |    |    |

| 12月 |    |    |    |    |    |    |
| 日   | 月 | 火 | 水 | 木 | 金 | 土 |
|      |    |    | 1  | 2  | 3  | 4  |
| 5    | 6  | 7  | 8  | 9  | 10 | 11 |
| 12   | 13 | 14 | 15 | 16 | 17 | 18 |
| 19   | 20 | 21 | 22 | 23 | 24 | 25 |
| 26   | 27 | 28 | 29 | 30 | 31 |    |
|      |    |    |    |    |    |    |

## できごと

### 1月
- 1月1日 - 東京日日新聞と大阪毎日新聞が題号を『毎日新聞』に統一。
- 1月2日 - ニューギニアのブナで日本軍全滅。
- 1月7日 - 日本放送協会により「前線へ送る夕」第一回放送。
- 1月11日 - イギリスとアメリカが、当時日本に占領されている中国での租借権を放棄し返還（英領香港に隣接する九龍半島を除く）。
- 1月14日 - アメリカのフランクリン・ルーズベルト大統領とイギリスのウィンストン・チャーチル首相によるカサブランカ会談が開催（24日まで）。
- 1月15日 - アメリカ国防総省のオフィス、ペンタゴンが供用開始。
- 1月16日 - 大阪市の通天閣（初代）が火災に遭う。戦時中ということもあり建物は復旧せず、同年2月20日から解体処理。鉄骨などは軍事資材となった。

### 2月
- 2月1日
  - ガダルカナル島から日本軍撤退（以後4日および7日に実施）。
  - 電力および電灯の使用規制が始まる。
  - 香川県内の無尽会社5社が合併し、香川無尽設立（後の香川銀行）。
- 2月2日 - スターリングラード攻防戦でソ連軍（赤軍）に包囲されていたドイツ第6軍が降伏。
- 2月11日 - アメリカ軍のドワイト・D・アイゼンハワー将軍がヨーロッパにおける連合軍の司令官に任命。
- 2月13日 - 日本野球連盟による「戦士の実施要綱」の通達。
- 2月18日
  - ナチスによって「白いバラ」運動のメンバーが逮捕される。
  - ゲッベルス独宣伝相がベルリンのシュポルトパラストで行った演説で総力戦を宣言（総力戦演説）。
- 2月23日 - 陸軍省によるポスター「撃ちてし止まむ 第三十八回陸軍記念日」5万枚配付。

### 3月
- 3月1日 - 静岡三十五銀行と遠州銀行が合併し、静岡銀行設立。
- 3月2日
  - 兵役法改正公布、8月1日施行。
  - 敵性語追放：野球用語（ストライク、ボールなど）が全面的に日本語化。
- 3月4日 - アメリカで第15回アカデミー賞授賞式。「ミニヴァー夫人」が最優秀作品賞など6部門を受賞。
- 3月6日 - 北海道倶知安町布袋座で大火災発生。
- 3月10日 - ブラジルの大手銀行、バンコ・ブラデスコがサンパウロで設立。
- 3月12日 - 石油専売法公布
- 3月15日 - 大阪商科大学名和統一教授ら治安維持法違反で検挙（大阪商科大事件）
- 3月18日 - 内閣総理大臣の権限強化などを含む戦時行政特例法・戦時行政職権特例等公布
- 3月25日 - 日本初の国産長編アニメ映画「桃太郎の海鷲」が公開される。
- 3月27日 - 三井・第一銀行が合併して帝国銀行が設立される。
- 3月30日 - 建物疎開実施（東京と大阪の過密地帯における空襲時の延焼防止のための空地帯が指定）
- 3月31日 - アメリカ・ニューヨークのブロードウェイでミュージカル「オクラホマ!」が初演される。

### 4月
- 4月1日 - 帝国銀行発足。
- 4月3日 - イギリスの商船員だった中国人のプーン・リム、ドイツ潜水艦の攻撃により南大西洋で130日間救命ボートで漂流した後にブラジル沿岸で救助される。
- 4月9日 - 空襲警報放送にサイレンを採用
- 4月15日 - アニメ映画「くもとちゅうりっぷ」が公開される。
- 4月16日 - アルバート・ホフマン、LSDの幻覚作用を発見
- 4月18日 - 山本五十六大将搭乗の一式陸攻が米軍機の攻撃を受け戦死（海軍甲事件）。
- 4月19日 - ワルシャワ・ゲットー蜂起勃発。
- 4月20日
  - 大宜味村青年学校開校式実施
  - 東条内閣改造。
- 4月21日 - イギリス・スコットランドのアバディーン、第二次世界大戦中で最大の空襲を受ける。

### 5月
- 5月1日 - 木炭および薪が配給制に移行。
- 5月2日 - 日本の戦艦「日向」が航空戦艦への改造が開始され、11月30日に完成。
- 5月5日 - 大王製紙設立。
- 5月15日 - ヨシフ・スターリンの指示によりコミンテルン（第3インターナショナル）が解散。
- 5月19日 - 日本全国のプロテスタント神学校の戦時統合により日本東部神学校・日本西部神学校・日本女子神学校が開校。
- 5月21日 - 大本営が山本五十六の戦死を発表。
- 5月24日 - ヨーゼフ・メンゲレがアウシュヴィッツ収容所の主任医療士官に就任。中学生以上の学徒勤労動員決定。
- 5月28日 - 学校法人きのくに子どもの村学園理事長の堀真一郎誕生。
- 5月29日 - 米領アリューシャン列島のアッツ島で日本海軍の守備隊が玉砕（アッツ島の戦い）。
- 5月31日 - 御前会議、大東亜政略指導大綱を採択。

### 6月
- 6月1日 - 東京都制公布。（7月1日施行）
- 6月5日 - 日比谷公園にて山本五十六大将の国葬。
- 6月8日
  - 衣料簡素化の実施決定
  - 日本海軍の戦艦「陸奥」が呉港沖柱島泊地に停泊中、爆発事故を起こし沈没
- 6月11日 - 警視庁が軍需工場を主にねらう朝鮮人窃盗グループの主犯を逮捕。被害は280件、検挙者は79名におよぶ。
- 6月15日 - 第82臨時議会召集。

### 7月
- 7月1日 - 東京都制施行。東京府と東京市が統合され東京都が誕生
- 7月5日
  - 第二次世界大戦: ドイツ軍（枢軸国軍）とソ連軍の間でクルスクの戦い始まる。
  - 8機のB-25が日本本土（幌筵島）へ初空襲。
- 7月10日 - 英米連合軍がイタリア半島南方のシチリア島へ上陸開始（ハスキー作戦、シチリア上陸作戦）。
- 7月12日 - 太平洋戦争: コロンバンガラ島沖海戦
- 7月21日 - 国民徴用令改正公布。
- 7月22日 - 同月26日にかけて台風が西日本に接近。死者211人、行方不明29人。建築物流出4491戸などの被害[1]。
- 7月24日 - アメリカ・イギリス両空軍によるドイツのハンブルクへの空襲作戦（ゴモラ作戦）開始。
- 7月25日 - イタリアでムッソリーニ総統が失脚、ピエトロ・バドリオが首相就任。
- 7月29日 - 日本軍、アリューシャン列島のキスカ島からの撤退作戦を実施。

### 8月
- 8月1日
  - 朝鮮と台湾で海軍特別志願兵制度（中国語版）を実施。
  - アメリカ軍によるルーマニアの油田への爆撃作戦（タイダルウェーブ作戦）実施。
  - 滋賀県製薬設立。
- 8月2日 - アメリカ海軍の魚雷艇と日本海軍の駆逐艦天霧が衝突し、魚雷艇艦長のジョン・F・ケネディが負傷。
- 8月5日
  - ソ連軍がオリョールを奪回。
  - 読売新聞と報知新聞が合同、題号を『読売報知』とする。
- 8月11日 - 9機のアメリカ軍B-24が柏原飛行場、片岡海軍基地（占守島）を焼爆撃。
- 8月16日 - 第二次世界大戦: 東京都が上野動物園に猛獣の処分を指令。翌日から薬殺を開始。
- 8月17日 - 米英軍がメッシーナを占領し、ハスキー作戦が完了。
- 8月23日 - ソ連軍がハリコフを最終的に奪回。
- 8月27日 - クルスクの戦いが終わり、ソ連軍がドイツ軍に対して大打撃を与える。

### 9月
- 9月1日 - アメリカ軍が南鳥島を空襲。
- 9月2日 - 東京・上野動物園で、象を含む25頭の猛獣と毒蛇の餌に毒を混入させ殺害（戦時猛獣処分）。
- 9月3日 - バーナード・モントゴメリー率いるイギリス第8軍（英語版）がイタリア半島最先端部のレッジョ・ディ・カラブリアに上陸し（ベイタウン作戦）、イタリア戦線が開設（イタリア侵攻）。
- 9月4日 - 東京・上野動物園で空襲に備えて処分された動物たちの慰霊祭開催。
- 9月8日 - イタリアのバドリオ政権連合国に無条件降伏（イタリアの講和）。ドイツはイタリア半島の北部から中央部にかけての支配権を掌握。
- 9月9日 - アメリカ第5軍、イタリア半島南部のサレルノ（アヴァランチ作戦）とタラント（スラップスティック作戦）に上陸。
- 9月10日
  - 鳥取地震
  - 川崎市緑川霊園開設。
- 9月11日 - アメリカ軍、12機のB-25、8機のB-24で幌筵島攻撃。B-24は柏原前進地を爆撃。
- 9月20日 - 西日本に台風が接近。23日までに死亡約500人が死亡、行方不明115人。
- 9月21日 - 日本政府、徴兵猶予の取り消しと法文系大学教育停止が決定。
- 9月23日
  - 日本で勤労挺身隊（25歳未満女子）の動員開始。
  - イタリア社会共和国が成立。
- 9月24日 - ソ連軍、スモレンスクを奪回。
- 9月30日 - 日本、御前会議にて「今後執るべき戦争指導の大綱」を決定。絶対国防圏設定。

### 10月
- 10月1日
  - 姫路海軍航空隊が開設。
  - 海軍兵学校岩国分校が開校。
  - 美保海軍航空隊が開隊。
  - 鶉野飛行場が完成。
  - 朱鞠内湖ダムが完成。
  - 大学院特別研究生制度実施（七帝大と三官立大、二私大に適用。1958年廃止）
  - アメリカ軍がナポリ占領作戦を開始。
  - 阪神急行電鉄と京阪電気鉄道が合併し、京阪神急行電鉄（のちの阪急電鉄）設立（京阪は戦後の1949年に再独立）。
- 10月2日
  - 照宮成子、納采の儀。
  - 大学その他の高等教育機関に学ぶ学生生徒の徴収猶予が撤廃。
  - 職業野球で名古屋軍の石丸進一がノーヒットノーランを達成。
- 10月3日
  - 日本占領下のインドネシアで郷土防衛義勇軍が創設。
  - 伊183が竣工。
- 10月5日 - 中央気象台生野観測所が豊岡測候所生野観測所となる。
- 10月6日 - ベララベラ海戦。
- 10月11日
  - 夕刊の日付が発行当日に変更（従来は翌日付）。
  - 西能登呂砲台および宗谷砲台が米海軍潜水艦ワフーを砲撃、海軍航空隊により撃沈。
  - 東京都議会第1回臨時会開催。
  - 日本国のフィリピンにおける軍政が撤廃。
- 10月12日 - 呂113竣工。
- 10月13日 - イタリアのバドリオ政権、連合国側に立ってドイツに宣戦布告。
- 10月13日 - 昭和天皇の長女成子内親王と東久邇宮稔彦王の長男盛厚王が結婚。
- 10月14日
  - フィリピン第二共和国成立
  - ドイツのソビボル強制収容所で大脱走事件発生。
- 10月15日
  - 「浜波」舞鶴工廠にて竣工
  - 伊184竣工。
- 10月16日
  - 出陣学徒壮行早慶戦開催（戸塚球場）。
  - 高瑞丸が那覇から150kmの地点で撃沈される。
- 10月17日 - 泰緬鉄道が全線接続（開通式は10月21日）。
- 10月18日 - 財団法人大日本育英会が発足。
- 10月21日
  - 学徒出陣壮行会挙行（明治神宮外苑競技場）。
  - 上田丸子電鉄設立（丸子鉄道と上田電鉄が合併）。
  - 日本の支援でスバス・チャンドラ・ボースが自由インド仮政府の成立を宣言し、自らが国家主席兼首相に就任。
- 10月25日 - 第83臨時議会召集。
- 10月26日 - 国鉄常磐線の土浦駅で三重衝突事故。桜川橋梁列車三重衝突事件を参照。
- 10月27日
  - 日本郵船の富士丸が基隆から門司に向かう途中、奄美大島付近で被雷沈没。
  - ニュージーランド軍、日本が占領するソロモン諸島のトレジャリー諸島に上陸作戦を実施（グッドタイム作戦）。
- 10月28日 - アメリカ海軍が駆逐艦エルドリッジ (護衛駆逐艦)を利用してフィラデルフィア計画を実施した、とされる。
- 10月30日 - 東京宝塚劇場にて月組公演が開催される。演目は歌劇「大空を継ぐもの」、舞踊劇「桃源の朝比奈」、歌劇「唯一の祖国」で11月26日まで開演された。

### 11月
- 11月1日
  - 内閣印刷局が官制改正により大蔵省印刷局となる。
  - 鉄道省と逓信省が改組により運輸通信省へ、また商工省と農林省を廃止し、軍需省と農商省を設置。
  - 万世橋駅が営業を休止（最終営業日は10月31日）
  - 橿原測候所が文部省から運輸通信省に移管。
  - ブーゲンビル島の戦いはじまる。
- 11月2日 - 東京都の紋章を制定。
- 11月3日
  - 旭栄丸内地向けに出航、11月5日南支那海にて沈没。
  - 福岡県の伊田町と後藤寺町が合併して田川市となる。
  - 小倉警察署香春巡査屯所が田川警察署に名称変更。
- 11月5日
  - 伊29呉を出発。
  - 日本の空母「隼鷹」、トラック島への飛行機輸送の帰途、沖ノ鳥島沖で米潜水艦の雷撃を受ける。
- 11月6日
  - 東京で日本が主導した大東亜会議が開催され、大東亜共同宣言が発表される。
  - ソ連軍、キエフを奪回。
- 11月9日
  - 東京帝国大学の安田講堂前で出陣学徒への東大壮行会実施。
  - ヨシップ・ブロズ・チトーがユーゴスラヴィア社会主義連邦共和国初代首相に就任。
- 11月10日
  - 米艦隊がタラワ沖に侵攻（第三次タラワ沖海空戦）。
  - 日本銀行高知支店設立。
- 11月11日 - 大分市、日岡村を編入。
- 11月13日 - 門司から台湾へ移動中の輸送船団が朝鮮半島南方を航行中に米潜水艦の魚雷により沈没。
- 11月14日 - レナード・バーンスタイン、風邪のため演奏会の途中でニューヨーク・フィルハーモニックの指揮ができなくなったブルーノ・ワルターの代役をつとめ、CBSラジオを通じて全米に評判を呼ぶ。
- 11月15日 - 海上護衛総司令部設置。
- 11月18日
  - 岩手県二渡神社が郷社に昇格し社名を大槌稲荷神社と改める。
  - イギリス空軍440機によるベルリン空襲。
- 11月20日
  - 伊175潜水艦により、マキン島西方にて米海軍護衛空母リスカム・ベイ撃沈。
  - 四国税務税理士会設置。
- 11月22日
  - ルーズベルト・チャーチル・蒋介石の米英中三国首脳によるカイロ会談開催（11月27日まで）。
  - レバノン、自由フランス政府の独立承認により完全独立を達成。
- 11月23日
  - ギルバート諸島のマキンの戦い、タラワの戦いにて日本海軍陸戦隊が玉砕（25日にかけて）。
  - 空母海鷹竣工。
  - ベルリン・ドイツ・オペラ歌劇場が破壊される。
- 11月25日
  - 大学等の修業及び在学年限の短縮措置（『官報』第5061号）。
  - 茨城急行自動車が東武自動車に戦時下統合により合併される。
  - 台湾の新竹飛行場（中国語版）が空襲を受ける(新竹空襲)。
  - 不二会報創刊。
- 11月26日 - 富山県魚津市の大火。
- 11月28日 - ルーズベルト・チャーチル・スターリンの米英ソ三国首脳によるテヘラン会談開催（12月1日まで）。
- 11月29日
  - ユーゴスラビア人民解放反ファシスト会議の第2回会合が開催され、戦後の政体について討議。
  - ブーゲンビル島の戦い: ナボイの戦いで日本軍が勝利。

### 12月
- 12月1日 - 学徒出陣第一陣（陸軍）。新一円札発行、武内宿禰を肖像とする。日本放送協会が新潟、松山、豊原に分室を設置。
- 12月2日 - ドイツ空軍がイタリア南部のバーリを空襲し、アメリカ貨物船の積荷だったマスタードガスの流出も加わって多数の死傷者が発生。
- 12月4日 - アメリカで1929年以来の世界恐慌の終結が正式に宣言。第二次世界大戦のための軍需生産によって失業者が急速に減少し、連邦議会の決定によって公共事業促進局が廃止。
- 12月10日 - 文部省、学童の疎開を促進する。
- 12月14日 - インターナショナルに代わる新しいソ連国歌が制定。
- 12月15日 - 銅像等の非常回収開始。
- 12月16日 - リョービ（当時の社名は菱備製作所）設立。
- 12月20日 - ボリビアで軍事クーデター発生。
- 12月24日 - 徴兵年齢を1歳引き下げ、満19歳からとする。第84議会召集。

## 芸術・文化・ファッション
- 1943年のスポーツ
  - 大相撲（幕内最高優勝） 
    - 春場所　双葉山定次
    - 夏場所　双葉山定次
- 1943年の文学
  - 芥川賞
    - 第17回（1943年上半期） - 石塚喜久三 『纏足の頃』
    - 第18回（1943年下半期） - 東野邊薫 『和紙』

  - 直木賞
    - 第17回（1943年上半期） - 受賞者なし（山本周五郎の『日本婦道記』が選ばれたが、辞退）
    - 第18回（1943年下半期） - 森荘已池『山畠』『蛾と笹舟』
- 1943年の映画
  - 老兵は死なず（監督：マイケル・パウエル&エメリック・プレスバーガー）
  - 無法松の一生（監督：稲垣浩、脚本：伊丹万作、主演：阪東妻三郎）

- 1943年の音楽

## 誕生

### 1月
- 1月1日 - 尾崎紀世彦、歌手（+ 2012年）
- 1月1日 - 飯島秀雄、元プロ野球選手、元陸上選手
- 1月1日 - 佐藤元彦、元プロ野球選手
- 1月1日 - 鈴木春祥、高校野球指導者
- 1月1日 - リチャード・セネット、社会学者
- 1月2日 - 横山義恭、NHKラジオアナウンサー
- 1月3日 - 牧勝彦、元プロ野球選手
- 1月3日 - エイドリアン・ギャレット、元プロ野球選手（+ 2021年）
- 1月3日 - 鳥居ユキ、ファッションデザイナー
- 1月5日 - 安房直子、児童文学作家（+ 1993年）
- 1月7日 - 佐々木禎子、広島平和記念公園の原爆の子の像のモデルとして知られる少女（+ 1955年）
- 1月10日 - 江尻亮、元プロ野球選手
- 1月11日 - 高橋良輔、アニメ監督
- 1月13日 - 米田慶三郎、元プロ野球選手
- 1月14日 - マリス・ヤンソンス、指揮者（+ 2019年[2]）
- 1月15日 - 樹木希林、女優（+ 2018年）
- 1月15日 - 望月彦男、プロ野球選手
- 1月16日 - ブライアン・ファーニホウ、作曲家
- 1月16日 - ギャヴィン・ブライアーズ、作曲家
- 1月17日 - 宮史郎、演歌歌手（+ 2012年）
- 1月19日 - ジャニス・ジョプリン、歌手（+ 1970年）
- 1月21日 - 山本亘、俳優・声優
- 1月24日 - シャロン・テート、女優（+ 1969年）
- 1月24日 - 広瀬隆、作家・反原発活動家
- 1月25日 - トビー・フーパー、映画監督（+ 2017年[3]）
- 1月25日 - 樋浦勉、俳優
- 1月25日 - 安井智規、元プロ野球選手
- 1月25日 - パーヴェル・ロマン、フィギュアスケート選手（+ 1972年）
- 1月25日 - 干刈あがた、小説家（+ 1992年）
- 1月26日 - ジーン・ナイト、アメリカ合衆国のR&B、ソウル歌手（+ 2023年）
- 1月29日 - ちばあきお、漫画家（+ 1984年）
- 1月30日 - デーブ・ジョンソン、元メジャーリーガー

### 2月
- 2月1日 - ロナルド・ウッズ、元プロ野球選手
- 2月1日 - 吉村作治、考古学者
- 2月4日 - ケン・トンプソン、UNIX開発者
- 2月5日 - マイケル・マン、映画監督
- 2月6日 - 梅本さちお、漫画家・漫画原作者（+ 1993年）
- 2月9日 - 松岡功祐、元プロ野球選手
- 2月10日 - 韓鶴子、宗教家
- 2月13日 - 中澤清、宇宙物理学者・惑星科学者
- 2月13日 - 森本レオ、俳優
- 2月14日 - 秋野太作、俳優
- 2月15日 - 清水章吾、俳優
- 2月17日 - 伊藤幸男、元プロ野球選手
- 2月19日 - ゲイル・ホプキンス、元プロ野球選手
- 2月19日 - ロバート・トリヴァース、生物学者
- 2月20日 - アントニオ猪木、プロレスラー（+ 2022年）
- 2月21日 - 大前研一、経営コンサルタント・経済評論家
- 2月23日 - 北大路欣也、俳優
- 2月23日 - 麿赤兒、俳優・舞踏家
- 2月25日 - ジョージ・ハリスン、ミュージシャン・ビートルズメンバー（+ 2001年）

### 3月
- 3月1日 - 加藤茶、ザ・ドリフターズメンバー・コメディアン
- 3月1日 - 多賀英典、音楽プロデューサー、映画プロデューサー、芸能プロモーター
- 3月2日 - ピーター・ストラウブ、小説家（+ 2022年）
- 3月4日 - 立花照人、元プロ野球選手
- 3月8日 - はらたいら、漫画家（+ 2006年）
- 3月9日 - スティーヴン・スティッチ、哲学者・認知科学者
- 3月11日 - 周富徳、料理人（+ 2014年）
- 3月12日 - 林家こん平、落語家 (+ 2020年)
- 3月12日 - 松田卓也、天文学者
- 3月15日 - 森次晃嗣、俳優
- 3月17日 - 松尾嘉代、女優
- 3月18日 - ウェルナー・ヒンク、ヴァイオリニスト（+ 2024年）
- 3月19日 - マリオ・モンティ、政治家・経済学者、第82代イタリア首相
- 3月19日 - ヴァーン・シュパン、レーシングドライバー
- 3月23日 - 松本照夫、プロ野球選手（+ 1992年）
- 3月24日 - 神部年男、元プロ野球選手
- 3月24日 - マリカ・キリウス、フィギュアスケート選手
- 3月25日 - 佐藤オリエ、女優
- 3月29日 - エリック・アイドル、モンティ・パイソンメンバー・喜劇役者
- 3月29日 - ジョン・メージャー、政治家、第72代英国首相
- 3月29日 - ヴァンゲリス、音楽家（+ 2022年）
- 3月30日 - 谷口守泰、アニメーター・イラストレーター（アニメアール代表）

### 4月
- 4月3日 - 大宮健資、プロ野球選手
- 4月5日 - ファイティング原田、元プロボクサー
- 4月5日 - 屏道夫、プロ野球選手
- 4月7日 - 川村龍一、パーソナリティー（+ 2012年）
- 4月9日 - 井置博文、プロ野球選手
- 4月11日 - 池水通洋、声優
- 4月16日 - 宮崎昭二、元プロ野球選手
- 4月17日 - 川島勝司、元野球選手
- 4月18日 - 上杉邦憲、宇宙工学者・米沢藩上杉氏第17代目当主
- 4月18日 - 鬼頭洋、元プロ野球選手
- 4月19日 - 矢野博丈、実業家（+ 2024年）
- 4月21日 - 輪島功一、元プロボクサー
- 4月23日 - 福富邦夫、元プロ野球選手
- 4月26日 - ゲイリー・ライト、歌手・キーボーディスト（+ 2023年）
- 4月27日 - ジョージ秋山、漫画家（+ 2020年）
- 4月28日 - 山前五十洋、実業家、映画監督、俳優（+ 2020年[4]）

### 5月
- 5月2日 - 祖父江義明、天文学者
- 5月2日 - マンフレート・シュネルドルファー、フィギュアスケート選手
- 5月3日 - ボビー・フィッシャー、チェスプレーヤー（+ 2008年）
- 5月3日 - 橋幸夫、歌手・俳優
- 5月7日 - パオロ・マルティン、カーデザイナー
- 5月12日 - 入江若葉、女優
- 5月14日 - 大庭清、プロ野球選手
- 5月15日 - 東山親雄、プロ野球選手
- 5月16日 - 湯川英一、日本の実業家、元クオカード会長、元ビジネスエクステンション会長、元セガ専務執行役員（+ 2021年）
- 5月21日 - 久野剛司、元プロ野球選手
- 5月21日 - 林健造、プロ野球選手
- 5月24日 - たかしまあきひこ、作曲家（+ 2016年）
- 5月26日 - 山崎正夫、西日本旅客鉄道代表取締役元社長。

### 6月
- 6月1日 - リチャード・グード、ピアニスト
- 6月4日 - 梓みちよ、歌手（+ 2020年[5]）
- 6月4日 - 押田令三、プロ野球選手
- 6月7日 - 松川隆志、官僚
- 6月9日 - ジョー・ホールドマン、小説家
- 6月10日 - 米長邦雄、将棋棋士（+ 2012年）
- 6月12日 - 槌田誠、元プロ野球選手（+ 1999年）
- 6月17日 - バリー・マニロウ、シンガーソングライター
- 6月17日 - バート・ルータン、実業家、航空宇宙エンジニア
- 6月18日 - 福澤幸雄、レーサー（+ 1969年）
- 6月18日 - 竹野吉郎、プロ野球選手
- 6月20日 - 上村雅之、ハードウェア開発者（+ 2021年）
- 6月22日 - 中島隆利、政治家
- 6月23日 - ゲイリー・タナカ、馬主
- 6月23日 - 佐伯チズ、美容アドバイザー（+ 2020年）
- 6月23日 - ジェームズ・レヴァイン、指揮者・ピアニスト（+ 2021年）
- 6月23日 - ヴィントン・サーフ、計算機科学者
- 6月23日 - デヴィッド・ガイラー、脚本家、映画プロデューサー（+ 2020年）
- 6月24日 - 後藤竜二、児童文学作家（+ 2010年）
- 6月24日 - 中井悦雄、元プロ野球選手（+ 1979年）
- 6月26日 - ワレン・ファレル、社会学者
- 6月27日 - 高田斉、気象予報士
- 6月28日 - 千田啓介、元プロ野球選手
- 6月28日 - 作道烝、プロ野球選手
- 6月30日 - 篠原良昭、元プロ野球選手

### 7月
- 7月2日 - 武藤敏郎、東京五輪・パラリン競技大会組織委員会事務総長、日本銀行副総裁、初代財務事務次官
- 7月3日 - 池乃めだか、お笑いタレント・吉本興業所属
- 7月3日 - 高岡重樹、プロ野球選手
- 7月6日 - 谷博之、政治家
- 7月7日 - 西村宏、プロ野球選手
- 7月8日 - ジョージ・カルバー、元プロ野球選手
- 7月8日 - リ・チュニ、朝鮮中央テレビのアナウンサー
- 7月11日 - ロルフ・シュトメレン、レーシングドライバー（+ 1983年）
- 7月13日 - 関口宏、俳優・司会者
- 7月13日 - 阪本敏三、元プロ野球選手（+ 2022年）
- 7月13日 - エルノー・ルービック、ハンガリーの発明家
- 7月15日 - 神崎武法、政治家、元公明党代表
- 7月15日 - 伊藤勝利、プロ野球選手
- 7月16日 - 桂文枝 (6代目)、落語家
- 7月17日 - 峰岸徹、俳優（+ 2008年）
- 7月18日 - 岡村晃、プロ野球選手
- 7月20日 - クリス・エイモン、元レーシングドライバー（+ 2016年）
- 7月26日 - ミック・ジャガー、ミュージシャン（ローリング・ストーンズ）
- 7月26日 - ピーター・ハイアムズ、映画監督

### 8月
- 8月1日 - 田村正和、元俳優（+ 2021年）
- 8月2日 - 鈴木邦男、新右翼の活動家・評論家（+ 2023年）
- 8月2日 - マックス・ライト、俳優（+ 2019年）
- 8月3日 - 岩郷泰博、プロ野球選手（+ 2019年）
- 8月4日 - 小沢直平、俳優
- 8月4日 - 鎌田豊、プロ野球選手
- 8月8日 - 細川律夫、政治家
- 8月9日 - マイク・アンドリュース、メジャーリーガー
- 8月11日 - パルヴェーズ・ムシャラフ、第10代パキスタン大統領（+ 2023年）
- 8月11日 - 神田武幸、アニメーション監督（+ 1996年）
- 8月11日 - リンダ・ヴォーン、アメリカ合衆国のレースクイーン
- 8月14日 - 諸山文彦、元バスケットボール選手
- 8月15日 - 伊東秀子、弁護士
- 8月16日 - デニス・アルトマン、政治学者・社会学者
- 8月17日 - 住友平、元プロ野球選手（+ 2023年）
- 8月17日 - 笠谷幸生、スキージャンプ選手（+ 2024年）
- 8月17日 - ロバート・デ・ニーロ、俳優
- 8月18日 - ジャンニ・リベラ、元サッカー選手
- 8月21日 - フェリックス・ミヤーン、元プロ野球選手
- 8月25日 - 林美雄、元TBSアナウンサー（+ 2002年）
- 8月27日 - ヴォルフガング・ノルトウイック、陸上競技選手
- 8月28日 - デヴィッド・ソウル、俳優、歌手（+ 2024年）
- 8月30日 - 佐々木宏一郎、元プロ野球選手（+ 1989年）

### 9月
- 9月1日 - 角川歴彦、実業家
- 9月2日 - 是久幸彦、プロ野球選手
- 9月3日 - 門岡信行、プロ野球選手（+ 没年不詳）
- 9月5日 - 檜山良昭、作家
- 9月8日 - 大熊忠義、元プロ野球選手
- 9月8日 - 大塚弥寿男、元プロ野球選手（+ 2008年）
- 9月8日 - 林省之介、政治家
- 9月12日 - マリア・マルダー、歌手
- 9月12日 - 矢島勝彦、プロ野球選手
- 9月15日 - 池辺晋一郎、作曲家
- 9月16日 - 野田圭一、声優
- 9月19日 - ジョー・モーガン、元メジャーリーガー（+ 2020年）
- 9月19日 - 小野寺昭、俳優
- 9月21日 - 海部宣男、天文学者（+ 2019年[6]）
- 9月23日 - フリオ・イグレシアス、シンガーソングライター
- 9月24日 - 平井正則、天文学者
- 9月26日 - ティム・シェンケン、元レーシングドライバー
- 9月28日 - ウィン・パーシー、元レーシングドライバー
- 9月28日 - 土井喜美夫 、政治家（+ 2011年 ）
- 9月29日 - レフ・ヴァウェンサ、政治家、元ポーランド大統領
- 9月29日 - 林隆三、俳優・ナレーター（+ 2014年[7]）
- 9月30日 - 政山恵一、プロ野球選手

### 10月
- 10月1日 - うつみ宮土理、タレント・女優
- 10月1日 - 浜田光夫、俳優
- 10月2日 - 青空好児、漫才師（青空球児・好児）
- 10月3日 - 山本耀司、ファッションデザイナー
- 10月3日 - 与田順欣、元プロ野球選手
- 10月4日 - 河野義博、元スピードスケート選手
- 10月5日 - 今野雄二、（映画・音楽）評論家・翻訳家（+ 2010年）
- 10月6日 - 大石弥太郎、元プロ野球選手（+ 2024年）
- 10月9日 - 多田勉、プロ野球選手
- 10月9日 - ロニー・バロン、アメリカ合衆国のミュージシャン（+ 1997年）
- 10月10日 - 冨士井金雪、高校野球指導者（+ 1990年）
- 10月11日 - マイケル・ストーンブレーカー、計算機科学者
- 10月12日-三輪勝恵、声優（+2024年）
- 10月13日 - ペーター・ザウバー、ザウバー創設者
- 10月16日 - 田中真人、歴史学者（+ 2007年）
- 10月16日 - 広野功、元プロ野球選手
- 10月17日 - 野間脩平、フリーアナウンサー・元フジテレビアナウンサー
- 10月19日 - サンディー・アロマー・シニア、元メジャーリーガー
- 10月21日 - 藤岡信勝、教育学者
- 10月22日 - カトリーヌ・ドヌーヴ、女優
- 10月22日 - ボビー・ミッチェル、元プロ野球選手（+ 2019年）
- 10月22日 - ヤン・デ・ボン、映画監督
- 10月27日 - 浦野修、郵便局長、元全国郵便局長会会長・顧問
- 10月28日 - 大嶽秀夫、政治学者
- 10月31日 - 田野瀬良太郎、政治家
- 10月31日 - 西山登紀子、政治家

### 11月
- 11月1日 - 逢坂剛、推理作家
- 11月1日 - サルヴァトール・アダモ、作曲家・歌手
- 11月2日 - 鈴木義信、野球選手
- 11月3日 - バート・ヤンシュ、フォークシンガー（+ 2011年）
- 11月3日 - 河原崎建三、俳優
- 11月4日 - 横光克彦、政治家
- 11月5日 - サム・シェパード、俳優・劇作家（+ 2017年[8]）
- 11月12日 - イアン・ブラック、調教師
- 11月12日 - ウォーレス・ショーン、俳優・劇作家
- 11月15日 - 高橋信也、アニメーター
- 11月18日 - 出崎統、アニメ監督（+ 2011年）
- 11月20日 - 浜美枝、元女優
- 11月22日 - 尾藤イサオ、歌手・俳優
- 11月22日 - ビリー・ジーン・キング、プロテニスプレイヤー
- 11月23日 - 小室等、フォークシンガー
- 11月24日 - 新川恵、調教師
- 11月25日 - 高松しげお、俳優・元漫才師
- 11月27日 - 白仁天、元プロ野球選手
- 11月30日 - アネット・メサジェ、美術家
- 11月30日 - 池谷薫、アマチュア天文家

### 12月
- 12月2日 - 太地喜和子、女優（+ 1992年）
- 12月6日 - 車だん吉、タレント
- 12月6日 - 星由里子、女優（+ 2018年）
- 12月8日 - ジム・モリソン、ロック・ミュージシャン（+ 1971年）
- 12月8日 - 土井正博、元プロ野球選手
- 12月8日 - 相羽欣厚、元プロ野球選手（+ 1988年）
- 12月9日 - 山内賢、俳優（+ 2011年）
- 12月10日 - 池永浩之、プロ野球選手
- 12月11日 - 加賀まりこ、女優
- 12月16日 - 五百籏頭眞、政治学者（+ 2024年）
- 12月16日 - キャサリン・ヘイルズ、文学者・評論家
- 12月18日 - キース・リチャーズ、ミュージシャン（ローリング・ストーンズ）
- 12月19日 - 新宅洋志、元プロ野球選手
- 12月19日 - ウォルター・ウィリアムス、元プロ野球選手（+ 2016年）
- 12月20日 - 佐野真樹夫、元プロ野球選手
- 12月22日 - ポール・ウォルフォウィッツ、アメリカ合衆国国防副長官
- 12月23日 - 丸山健二、小説家
- 12月24日 - 小松原一男、アニメーター（+ 2000年）
- 12月26日 - 岡崎二朗、俳優
- 12月27日 - 加藤登紀子、歌手
- 12月27日 - ロイ・ホワイト、元プロ野球選手
- 12月31日 - ジョン・デンバー、シンガーソングライター（+ 1997年）

## 死去
- 1月4日 - マリーナ・ラスコーヴァ、ソ連空軍の女性パイロット（* 1912年）
- 1月5日 - ジョージ・ワシントン・カーヴァー、植物学者（* 1864年）
- 1月7日 - ニコラ・テスラ、電気技師・発明家（* 1856年）
- 1月18日 - 大原孫三郎、クラレ創業者・大原美術館創始者として知られる実業家（* 1880年）
- 1月26日 - ニコライ・ヴァヴィロフ、植物学者・遺伝学者（* 1887年）
- 2月4日 - 林銑十郎、陸軍軍人・第33代内閣総理大臣（* 1876年）
- 2月6日 - 大谷光演、東本願寺第23代法主（* 1875年）
- 2月8日 - ダン・ケイシー、メジャーリーガー（* 1862年）
- 2月12日 - 倉田百三、劇作家・評論家（* 1891年）
- 2月14日 - ダフィット・ヒルベルト、数学者（* 1862年）
- 2月17日 - 平賀譲、日本海軍技術中将・東京帝国大学総長（* 1878年）
- 2月19日 - 久松定謨、日本の華族（伯爵）・陸軍中将（* 1867年）
- 3月6日 - ジミー・コリンズ、メジャーリーグのプロ野球選手・ボストン・レッドソックス初代監督（* 1870年）
- 3月19日 - 藤島武二、画家（* 1867年）
- 3月22日 - 新美南吉、児童文学作家（* 1913年）
- 3月28日 - セルゲイ・ラフマニノフ、作曲家・ピアニスト（* 1873年）
- 4月8日 - 平山清次、天文学者（* 1874年）
- 4月8日 - 国枝史郎、小説家（* 1887年）
- 4月13日 - オスカー・シュレンマー、芸術家・彫刻家・デザイナー（* 1888年）
- 4月18日 - 山本五十六、連合艦隊司令長官（* 1884年）
- 4月29日 - リカルド・ビニェス、ピアニスト（* 1876年）
- 4月29日 - ジョゼフ・アクロン、作曲家・ヴァイオリニスト（* 1886年）
- 4月30日 - オットー・イェスペルセン、言語学者（* 1860年）
- 5月9日 - 石井絹治郎、大正製薬創業者（* 1888年）
- 5月18日 - 大錦大五郎、大相撲第28代横綱（* 1883年）
- 5月24日 - 佐々木直次郎、翻訳家（* 1901年）
- 5月28日 - 松井栄造、元野球選手（* 1918年）
- 6月1日 - レスリー・ハワード、俳優（* 1893年）
- 6月2日 - アラン・ロイ・ダフォー、産科医（* 1883年）
- 6月6日 - 中村不折、洋画家・書家（*1866年）
- 6月26日 - カール・ラントシュタイナー、生物学者（* 1868年）
- 7月19日 - ジュゼッペ・テラーニ、建築家（* 1904年）
- 7月22日 - 中田武雄、野球選手（* 1915年）
- 7月23日 - 楠本保、野球選手（* 1914年）
- 7月23日 - イェラルド・ドゥ・イェール、地質学者（* 1858年）
- 7月23日 - 田畑修一郎、小説家（* 1903年）
- 7月27日 - 神田武夫、野球選手（* 1922年）
- 8月1日 - 林森、中華民国新南京国民政府主席（* 1868年）
- 8月1日 - イスマール・エルボーゲン、ユダヤ教学者（* 1874年）
- 8月1日 - リディア・リトヴァク、ソ連空軍の女性パイロット（* 1921年）
- 8月2日 - 宮城与徳、洋画家（* 1903年）
- 8月8日 - リチャード・シアーズ、テニス選手（* 1861年）
- 8月9日 - シャイム・スーティン、画家（* 1893年）
- 8月14日 - ジョー・ケリー、野球選手（* 1871年）
- 8月21日 - 伏見博英、日本の華族（伯爵）・皇族（* 1912年）
- 8月22日 - 島崎藤村、詩人・小説家（* 1872年）
- 8月24日 - シモーヌ・ヴェイユ、哲学者（* 1909年）
- 9月13日 - 歌川八重子、女優（* 1903年）
- 9月16日 - 七尾潟直右エ門、元力士（*1905年）
- 9月17日 - 永田秀次郎、拓殖大学学長・元東京市長・鉄道大臣・拓務大臣（* 1876年）
- 9月20日 - 鈴木梅太郎、化学者（* 1874年）
- 9月20日 - 児玉花外、詩人（* 1874年）
- 9月26日 - 木村栄、天文学者（* 1870年）
- 9月30日 - フランツ・オッペンハイマー、社会学者・政治経済学者（* 1864年）
- 10月7日 - イグネイシャス・ティモシー・トレビッチ・リンカーン、冒険家（* 1879年）
- 10月9日 - ピーター・ゼーマン、物理学者（* 1865年）
- 10月12日 - マックス・ヴェルトハイマー、心理学者（* 1880年）
- 10月16日 - 柳原愛子、明治天皇典侍・大正天皇生母（* 1859年）
- 10月17日 - 黒島伝治、小説家（* 1898年）
- 10月19日 - 犬童球渓、詩人・作詞家（* 1879年）
- 10月19日 - カミーユ・クローデル、彫刻家（* 1864年）
- 10月23日 - 若嶌權四郎、大相撲第21代横綱（* 1876年）
- 10月26日 - オーレル・スタイン、探検家（* 1862年）
- 10月27日 - 中野正剛、政治家（* 1886年）
- 11月13日 - モーリス・ドニ、画家（* 1870年）
- 11月17日 - 塩沢幸一、海軍大将（* 1883年）
- 11月18日 - 徳田秋声、小説家（* 1872年）
- 11月19日 - 宮城山福松、大相撲第29代横綱（* 1895年）
- 11月20日 - エドワード・ポールトン、生物学者（* 1856年）
- 11月21日 - 日開、大石寺第60世法主（* 1873年）
- 11月26日 - 由谷敬吉、野球選手（* 1915年）
- 12月1日 - 男嶌舟藏、大相撲の力士・元前頭十二枚目（* 1878年）
- 12月14日 - ジョン・ハーヴェイ・ケロッグ、菜食主義者・ケロッグ社共同創設者（* 1852年）
- 12月15日 - ファッツ・ウォーラー、ジャズ歌手・ピアニスト（* 1904年）
- 12月20日 - ユーリ・トゥイニャーノフ、文芸評論家（* 1894年）
- 12月22日 - ビアトリクス・ポター、絵本作家（* 1866年）

## ノーベル賞
- 物理学賞 - オットー・シュテルン（アメリカ）
- 化学賞 - ゲオルク・ド・ヘヴェシー（ハンガリー）
- 生理学・医学賞 - カール・ピーター・ヘンリク・ダム（デンマーク）、エドワード・アダルバート・ドイジー（アメリカ）
- 文学賞 - 該当者なし
- 平和賞 - 該当者なし